# Виробничий кооператив
Виробничим кооперативом є добровільне об'єднання громадян на засадах членства для спільної виробничої або іншої господарської діяльності, яка базується на їхній особистій трудовій участі та об'єднанні його членами майнових пайових внесків. Статутом кооперативу та законом може бути передбачено участь у діяльності виробничого кооперативу на засадах членства також інших осіб.
Члени виробничого кооперативу несуть субсидіарну відповідальність за зобов'язаннями кооперативу у розмірах та порядку, встановлених статутом кооперативу і законом.

## Установчий документ
Відповідно до ст. 164 Цивільного кодексу України установчим документом виробничого кооперативу є його статут, що затверджується загальними зборами його членів.
Статут виробничого кооперативу має містити крім відомостей, передбачених статтею 88 цього Кодексу, відомості про: розмір пайового внеску члена кооперативу; склад і порядок внесення пайових внесків членами кооперативу та про їхню відповідальність за порушення зобов'язання щодо внесення пайових внесків; характер і порядок трудової участі його членів у діяльності кооперативу та їхньої відповідальності за порушення зобов'язань щодо особистої трудової участі; порядок розподілу прибутку і збитків кооперативу; розмір і умови субсидіарної відповідальності його членів за зобов'язаннями кооперативу; склад і компетенцію органів управління кооперативу та про порядок ухвалення ними рішень.
Кількість членів кооперативу не може бути меншою, ніж встановлено законом.

## Майно виробничого кооперативу
Відповідно до ст. 165 Цивільного кодексу України майно, що є у власності виробничого кооперативу, поділяється на паї його членів відповідно до статуту кооперативу.
Член виробничого кооперативу зобов'язаний внести до дня державної реєстрації кооперативу не менше десяти відсотків пайового внеску, а частину, що залишилася, - протягом року з дня його державної реєстрації, якщо інший строк не встановлений статутом кооперативу.
Прибуток виробничого кооперативу розподіляється між його членами відповідно до їхньої трудової участі, якщо інший порядок не встановлений статутом кооперативу.
Майно, що залишилося після ліквідації виробничого кооперативу та задоволення вимог його кредиторів, розподіляється між його членами відповідно до їхньої трудової участі, якщо інший порядок не встановлений статутом кооперативу.

## Припинення членства у виробничому кооперативі і перехід паю
Член виробничого кооперативу має право на вихід із кооперативу. У цьому разі йому виплачується вартість паю або видається майно, пропорційне розміру його паю, а також здійснюються виплати, встановлені статутом кооперативу.
Видача паю, виплата вартості паю та інші виплати членові кооперативу, що виходить з нього, здійснюються у порядку, встановленому статутом кооперативу і законом.
Член виробничого кооперативу може бути виключений із кооперативу за рішенням загальних зборів у разі невиконання чи неналежного виконання обов'язків, покладених на нього статутом кооперативу, а також в інших випадках, встановлених статутом кооперативу і законом.
Член виробничого кооперативу, якого виключили із кооперативу, має право на одержання паю та інших виплат, встановлених статутом кооперативу, відповідно до частини першої цієї статті.
Член виробничого кооперативу має право передати свій пай чи його частину іншому членові кооперативу, якщо інше не встановлено статутом кооперативу і законом.
Передання паю (його частини) особі, яка не є членом виробничого кооперативу, допускається лише за згодою кооперативу. У цьому разі інші члени кооперативу користуються переважним правом купівлі такого паю (його частини). Порядок відчуження паю чи його частини іншому членові кооперативу або третій особі встановлюється статутом кооперативу і законом.